# Kamercommissie (België)

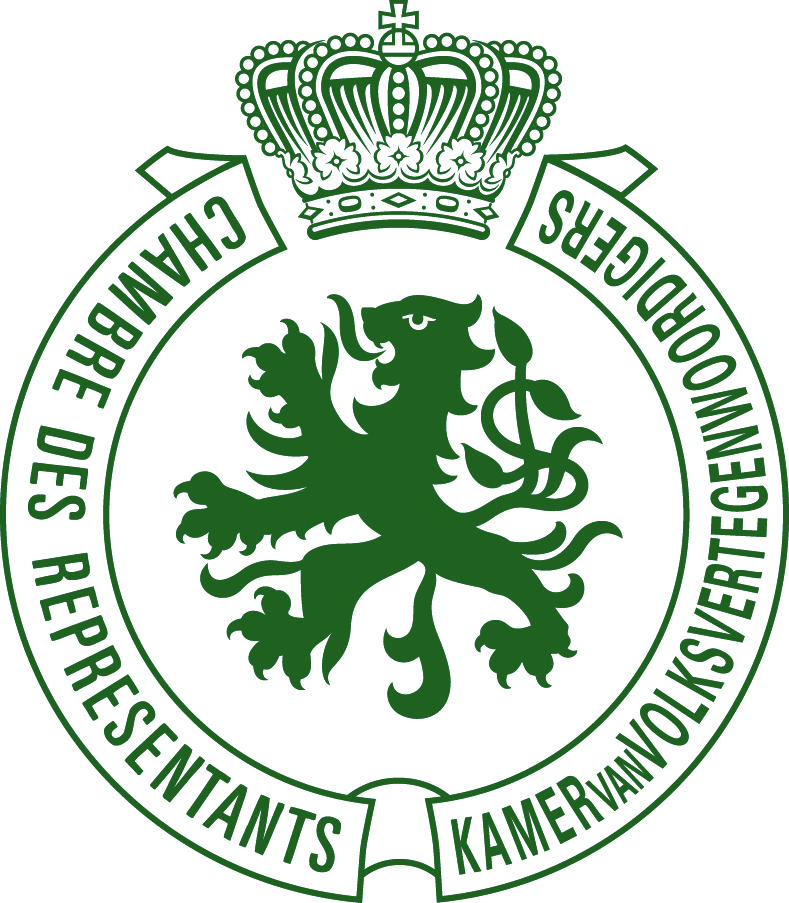
Embleem van de Kamer van Volksvertegenwoordigers.

Een Kamercommissie is in België een commissie die is ingesteld door de Kamer van volksvertegenwoordigers van het Federaal Parlement van België voor een bepaald inhoudelijk of procedureel onderwerp. De commissies overleggen in commissievergaderingen, die verlopen volgens de regels van het Kamerreglement.
In de commissies worden de werkzaamheden van de plenaire vergadering voorbereid waardoor deze doeltreffender en vlugger kan werken. Op de agenda van de commissies staan:
- de bespreking van wetsontwerpen en wetsvoorstellen
- de voorstellen van resoluties
- de voorstellen tot oprichting van een onderzoekscommissie
- voorstellen tot herziening van de Grondwet.

Elke Commissie stelt een verslag op van haar besprekingen, en stemt over een voorstel dat vervolgens aan de plenaire vergadering wordt voorgelegd. De verslagen zijn publiek toegankelijk via de website van de Kamer.
Naast de voorbereiding van het wetgevend werk oefenen de commissies ook controle uit op de regering via interpellaties en mondelinge vragen.

## Vaste Commissies
Er zijn elf vaste commissies:
- Binnenlandse zaken, veiligheid, migratie en bestuurszaken
- Buitenlandse betrekkingen
- Economie, consumentenbescherming en digitale agenda
- Energie, leefmilieu en klimaat
- Financiën en begroting
- Gezondheid en gelijke kansen
- Grondwet en institutionele vernieuwing
- Justitie
- Landsverdediging
- Mobiliteit, overheidsbedrijven en federale instellingen
- Sociale zaken, werk en pensioenen

## Bijzondere Commissies
Naast de vaste commissies bestaan ook al dan niet permanente commissies (stand zittingsperiode 56):
- Comptabiliteit
- Controle betreffende de verkiezingsuitgaven en de boekhouding van de politieke partijen
- Legeraankopen en -verkopen
- Naturalisaties
- Opvolging van de militaire missies
- Parlementaire overlegcommissie (cfr. art. 82 van de Grondwet)
- Reglement en hervorming van de parlementaire werkzaamheden
- Vast Comité P en I
  - Met externe organen: Vast Comité van Toezicht op de politiediensten en Vast Comité van Toezicht op de inlichtingen- en veiligheidsdiensten
- Vervolgingen
- Verzoekschriften

## Onderzoekscommissies
De Kamer kan tijdelijke onderzoekscommissies oprichten: zie parlementair onderzoek in België.

## Subcommissies
- Nucleaire veiligheid (zie het Federaal Agentschap voor Nucleaire Controle)
- Rekenhof, onder de vaste commissie Financiën en Begroting, met betrekking tot het externe Rekenhof

## Internationale afvaardigingen
Naast de vaste, bijzondere en tijdelijke commissies in de Kamer zelf, heeft de Kamer ook afvaardigingen naar internationale instellingen:
- Benelux Interparlementaire Assemblee
- Europol controlegroep
- Parlementaire assemblee Unie Middellandse Zee
- Parlementaire Assemblee van de NAVO
- Parlementaire Vergadering van de Raad van Europa
- Parlementaire vergadering van de Organisatie voor Veiligheid en Samenwerking in Europa